# Max Schasler
Maximilian Alexander Friedrich Schasler (meist Max Schasler; * 26. August 1819 in Deutsch Krone, Provinz Westpreußen, Königreich Preußen; † 13. Juni 1903 in Jena) war ein deutscher Philosoph der Hegelschen Schule, Linguist,  Kunstkritiker und Herausgeber der Zeitschrift Die Dioskuren.

## Leben
Sein Vater Johannes Karl Schasler hatte aus finanziellen Gründen gewünscht, dass der Sohn Theologe wird. Nach dem Abitur am Königliche Gymnasium in Bromberg hörte Schasler während seines Theologiestudiums im Jahre 1841/1842 an der Albertus-Universität Königsberg neben sprachwissenschaftlichen Vorlesungen, unter anderen bei Ferdinand Nesselmann, vornehmlich philosophische Vorlesungen beim Hegel-Schüler Karl Rosenkranz, dem er seine philosophische Ausrichtung verdankte. Von 1843 bis 1845 setzte er sein Theologiestudium an der Universität zu Berlin bei Franz Ferdinand Benary, Philipp Konrad Marheineke und August Neander fort, verlegte sich aber in Privatstudien auf das Gebiet der Sprachphilosophie und vergleichenden Grammatik. 1845 promovierte er bei Franz Bopp mit der Dissertation „De origine et formatione pronominum et priorum numerorum“.
Von 1843 bis 1864 betätigte er sich als Privatlehrer, was ihn finanziell unabhängig machte, so dass er sich auf eine akademische Laufbahn vorbereiten konnte. Seine Habilitationsschrift „Die Elemente der philosophischen Sprachwissenschaft Wilhelm von Humboldts“, gedruckt im Jahre 1847, wurde von Friedrich Adolf Trendelenburg, der als prominenter Kritiker Hegels bekannt war, zurückgewiesen. Nichtsdestotrotz ermöglichte Schasler diese Arbeit seine Aufnahme in die (hegelsche) „Philosophische Gesellschaft“, deren Vorsitz er in den 1870er Jahren übernahm.

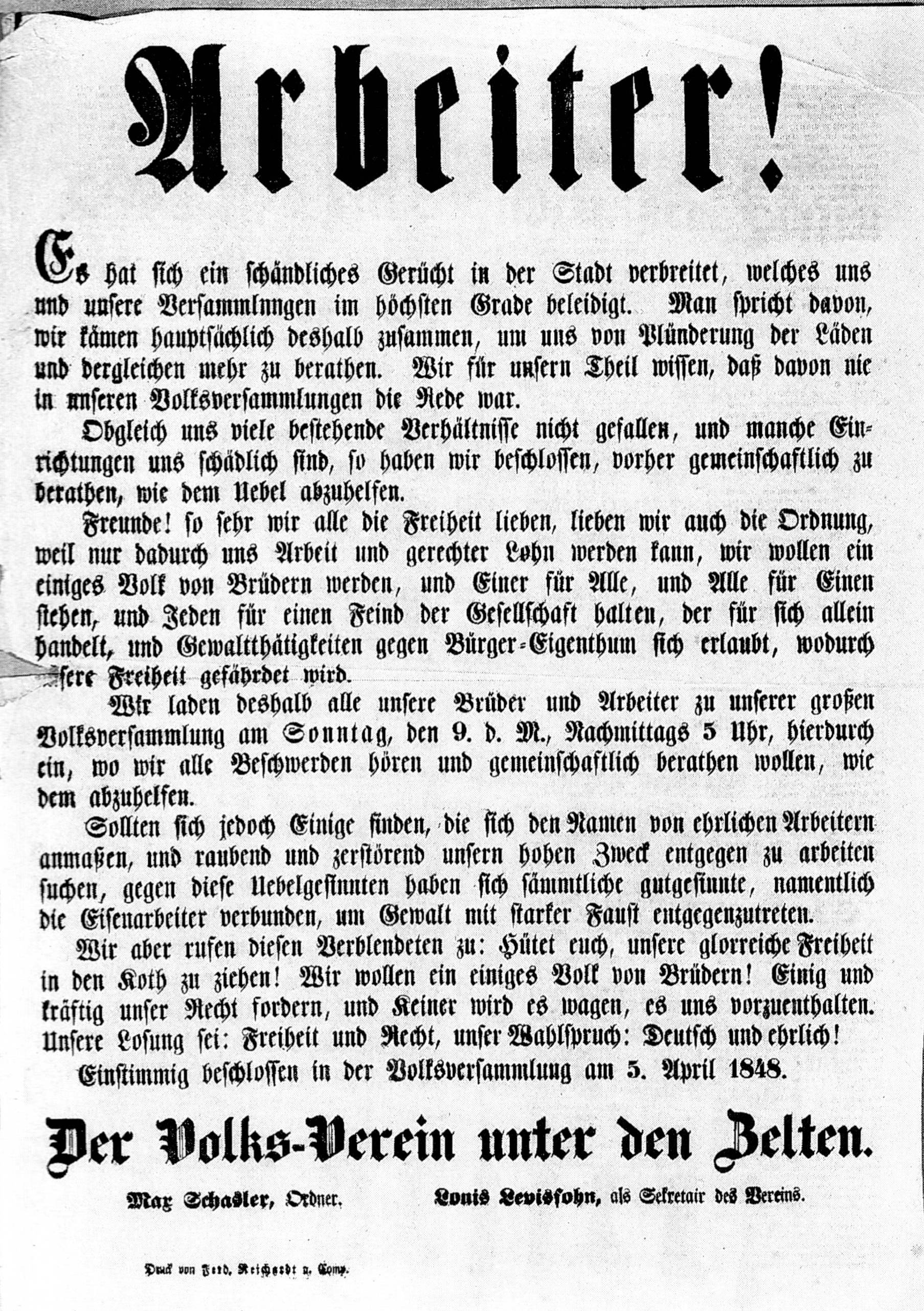
Flugblatt (Mitunterzeichner Max Schasler): Ankündigung einer Volksversammlung in Berlin für Sonntag, den 9. April 1848, 17 Uhr, Unter den Zelten

Schasler schloss sich in Berlin literarisch-politischen Kreisen an und wurde journalistischer Mitarbeiter der politisch-satirischen Zeitschrift Kladderadatsch. 1848 galt er als einer der politischen Führer der Märzrevolution. Im Februar 1849 wurde Nahida Ruth, spätere Schriftstellerin und Journalistin, als uneheliches Kind von Max Schasler und Nahida Sturmhöfel, Dichterin und eine der ersten Vorkämpferinnen auf dem Gebiet der Frauenfrage, geboren. Die Beziehung der Eltern war noch vor ihrer Geburt gescheitert, da Schasler wegen revolutionärer Umtriebe aus Preußen ausgewiesen wurde. Mit der Mutter lebte das Kind in Frankreich, Italien und Sizilien und kehrte 1864 nach Deutschland zurück. Max Schasler, nachdem er an der Heidelberger Universität versucht hatte sich erneut mit seiner Schrift über Wilhelm von Humboldt zu habilitieren, wurde auch aus Baden aus politischen Gründen ausgewiesen.
Eine akademische Laufbahn war ihm nun verwehrt, so dass er sich den kunstwissenschaftlichen Studien widmete. 1850 ging er zuerst nach Leipzig, dann in 1851 zurück nach Berlin, wo er sich unter dem Verbot politischer Tätigkeit ansiedeln durfte. Schasler vertrat eine idealistische Kunstauffassung und seine Kunstgeschichtlichen Abhandlungen, Ausstellungsberichte und Kritiken veröffentlichte er auch in der von ihm herausgegebenen Zeitschrift Die Dioskuren. Von 1856 bis 1875 war er Redakteur und später alleiniger Herausgeber der Zeitschrift, deren Untertitel zunächst „Zeitschrift für Kunst, Kunstindustrie und künstlerisches Leben“ lautete und ab 1860 „Deutsche Kunst-Zeitung. Hauptorgan der deutschen Kunstvereine“. Schasler wurde zu einem der einflussreichsten Kunstkritiker Deutschlands und im Jahre 1872 zum ordentlichen Mitglied der Reichsakademie der Bildenden Künste in Amsterdam berufen. Seit 1877 übte er seine kunstkritische Tätigkeit in Rudolstadt, Meiningen und Jena aus, wo 1884 ein letzter Habilitationsversuch am Widerstand Otto Liebmann, Verteidiger der Philosophie Kants, scheiterte.
Sein Nachlass befindet sich in der Universitätsbibliothek von Jena.

## Publikationen (Auswahl)
- De origine et formatione pronominum personalium et priorum numerorum aliarumque, quae huc pertinent, notionum. Pervestigatio rationalis et phonetica. Berlin 1846
- „Pantheon“ – Photographischen Porträtgalerie berühmter Persönlichkeiten der Gegenwart und nächsten Vergangenheit, Porträtfotos des Fotografen Albert Schwendy, versehen mit einem biographischen Text, 1864[3]
- Die Wandgemälde Wilhelm von Kaulbachs im Treppenhause des Neuen Museums zu Berlin, Berlin 1854, Digitalisat BSB
- Berlins Kunstschätze, 2 Bände, Nicolai, Berlin 1855, Nicolai, Berlin 1856 Band 1 u. Band 2
- Die Dioskuren, 1856–1875 Digitalisat UB Heidelberg
- Hegel: Populäre Gedanken aus seinen Werken. Für die Gebildeten aller Nationen zusammengestellt und mit einer kurzen Lebensbeschreibung versehen von Dr. Max Schasler. Mit dem Portrait Hegels in Stahlstich, Berlin 1873, Digitalisat BSB
- Das Reich der Ironie in kulturgeschichtlicher und ästhetischer Bedeutung, in: Rudolf Virchow, Fr. v. Holtzendorff (Hg.), Sammlung gemeinverständlicher Vorträge, XIV. Serie, Heft 313–336, Berlin 1879, S. 739–840 (Digitalisat)
- Die Schule der Holzschneidekunst: Geschichte, Technik und Aesthetik der Holzschneidekunst; mit Erläuterung Ill., J. J. Weber, Leipzig 1866
- Kritische Geschichte der Aesthetik, Grundlegung für die Aesthetik als Philosophie des Schönen und der Kunst, 2 Bände, Berlin 1872, Nachdruck 1971 (Digitalisate)
- Die culturgeschichtliche Bedeutung der Illustration, in: Börsenblatt für den deutschen Buchhandel, Leipzig 1881
- Das System der Künste, 1882, 1885
- Aesthetik: Grundzüge der Wissenschaft vom Schönen und der Kunst, G. Freytag, Leipzig 1886
- Anthropogenie: Das Allgemein-Menschliche seinem Wesen und seiner dreigliedrigen Entwicklung nach oder ‚Ursprung‘ der Sprache, der Sittlichkeit und der Kunst, Leipzig 1888
- Ueber ein halbes Jahrhundert. Erinnerungsbilder aus dem Leben eines alten Burschenschafters, Jena 1895

## Anmerkung
1. ↑  Schasler war Ordner im Berliner Volksverein unter den Zelten (siehe auch Berliner Märzrevolution 1848 sowie die Abbildung eines der Flugblätters des Vereins rechts im Artikel).